# Liste der Botschafter der Vereinigten Staaten in Australien

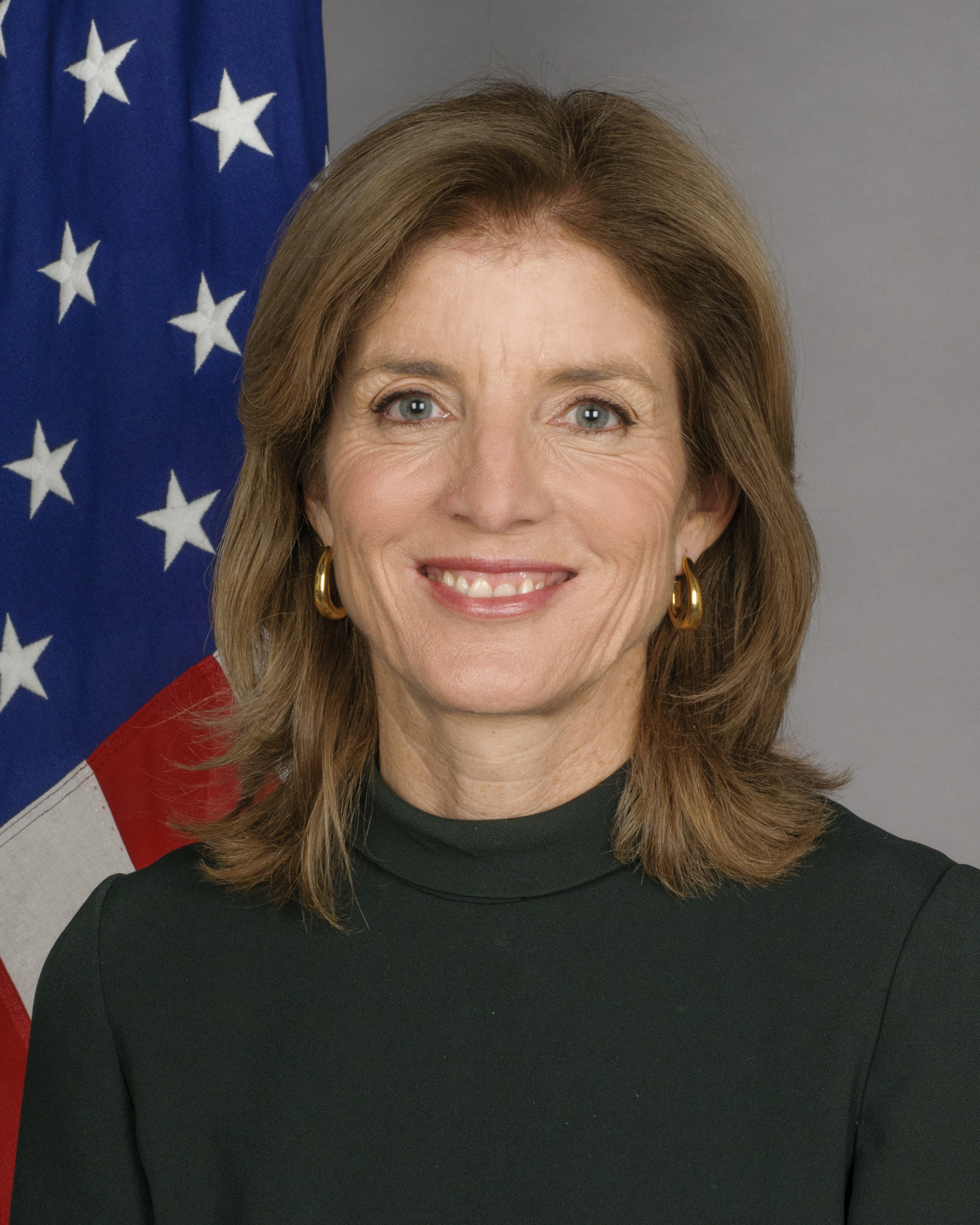
Caroline Kennedy, derzeitige US-Botschafterin in Australien

Die Liste der Botschafter der Vereinigten Staaten in Australien bietet einen Überblick über die Leiter der US-amerikanischen diplomatischen Vertretung in Australien seit 1940. Der Posten in Canberra genießt seit jeher hohes Ansehen, da beide Staaten enge Beziehungen pflegen, die unter anderem durch das ANZUS-Abkommen dokumentiert sind. Es kam zudem in der Vergangenheit häufiger vor, dass der Botschafter der Vereinigten Staaten in Australien ein persönlicher Freund des jeweiligen US-Präsidenten ist; dies galt beispielsweise für den Amtsinhaber zwischen 2009 und 2013, Jeff Bleich, der Barack Obama seit den frühen 1990er-Jahren kennt.
| Amtszeit  | Name                               | ernannt von           |
| --------- | ---------------------------------- | --------------------- |
| 1940–1941 | Clarence E. Gauss                  | Franklin D. Roosevelt |
| 1941–1945 | Nelson T. Johnson                  | Franklin D. Roosevelt |
| 1946–1948 | Robert Butler                      | Harry S. Truman       |
| 1948–1949 | Myron M. Cowen                     | Harry S. Truman       |
| 1949–1953 | Pete Jarman                        | Harry S. Truman       |
| 1953–1956 | Amos J. Peaslee                    | Dwight D. Eisenhower  |
| 1956      | Douglas M. Moffat                  | Dwight D. Eisenhower  |
| 1957–1961 | William J. Sebald                  | Dwight D. Eisenhower  |
| 1962–1964 | William C. Battle                  | John F. Kennedy       |
| 1965–1967 | Edward Clark                       | Lyndon B. Johnson     |
| 1968–1969 | William H. Crook                   | Lyndon B. Johnson     |
| 1969–1973 | Walter L. Rice                     | Richard Nixon         |
| 1973–1975 | Marshall Green                     | Richard Nixon         |
| 1976–1977 | James W. Hargrove                  | Gerald Ford           |
| 1977–1981 | Philip H. Alston                   | Jimmy Carter          |
| 1981–1985 | Robert D. Nesen                    | Ronald Reagan         |
| 1985–1989 | Laurence W. Lane                   | Ronald Reagan         |
| 1989–1993 | Mel Sembler                        | George Bush           |
| 1993–1996 | Edward J. Perkins                  | Bill Clinton          |
| 1997–2000 | Genta H. Holmes                    | Bill Clinton          |
| 2000–2001 | Edward Gnehm                       | Bill Clinton          |
| 2001–2005 | Tom Schieffer                      | George W. Bush        |
| 2006–2009 | Robert McCallum                    | George W. Bush        |
| 2009–2013 | Jeff Bleich                        | Barack Obama          |
| 2013–2016 | John Berry                         | Barack Obama          |
| 2016–2019 | vakant                             |                       |
| 2019–2021 | Arthur B. Culvahouse Jr.           | Donald Trump          |
| 2021–2022 | Michael B. Goldman (kommissarisch) | Joe Biden             |
| 2022–     | Caroline Kennedy                   | Joe Biden             |